# Sexmiro
Sexmiro es una localidad del municipio de Villar de Argañán, en la comarca del Campo de Argañán, provincia de Salamanca, Castilla y León, España. 

## Etimología
Su nombre podría provenir de "Sexu-Ramiro", que significaría en lengua leonesa "gejo de Ramiro", que se apocoparía posteriormente a "Sexmiro", pudiendo derivarse dicho nombre de los reyes Ramiro II de León o Ramiro III de León. 
Otra posibilidad sería que el nombre derive de Sexmo, división administrativa castellana de origen medieval que en este caso coincide con la comarca del Campo de Argañán, la comarca en sí tuvo carta de naturaleza tras la creación de la diócesis de Ciudad Rodrigo por parte del rey Fernando II de León en el siglo XII, quedando entonces la Tierra de Ciudad Rodrigo dividida en sexmos, uno de los cuales era el Campo de Argañán, En cada sexmo hay un procurador de Tierra que recibe también los nombres de procurador común o sexmero. En el sexmo de villa, la localidad capital o cabeza se llama procurador síndico. En cada sexmo los labradores pecheros elegían al sexmero. En este caso podría ubicarse en Sexmiro. 
No obstante, pese a que los registros de la localidad desde época medieval con dicha base toponímica apuntarían a dicho origen del nombre, popularmente se ha extendido en la localidad la atribución del nombre del pueblo a que, desde el punto más alto del lugar, se divisarían 6 pueblos (Martillan, Villar de Argañán, Gallegos de Argañán, Barquilla, Hurtada y Saelices el Chico), lo que ha originado la creencia popular de que vendría de seis-miro, si bien este hecho carecería de ninguna base filológica.

## Historia
La fundación de Sexmiro se remonta a la repoblación efectuada por los reyes de León en la Edad Media, quedando integrado en el campo de Argañán, dentro de la jurisdicción de Ciudad Rodrigo y el Reino de León. Con la creación de las actuales provincias en 1833, Sexmiro quedó integrado en la provincia de Salamanca, dentro de la Región Leonesa.

## Geografía humana

### Demografía
| Gráfica de evolución demográfica de Sexmiro entre 1842 y 1970 |
| |
| Población de derecho según los censos de población del INE Población de hecho según los censos de población del INEEn este censo se denominaba Sesmiro: 1857 Entre el censo de 1857 y el anterior, crece el término del municipio porque incorpora a 375027 (Martillán) Entre el censo de 1981 y el anterior, este municipio desaparece porque se agrupa en el municipio 37356 (Villar de Argañan) |

En 2017 Sexmiro contaba con una población de 9 habitantes, de los cuales 5 eran varones y 4 mujeres (INE 2017).
| Gráfica de evolución demográfica de Sexmiro entre 2000 y 2017                            |
|                                                                                          |
| Fuente: Instituto Nacional de Estadística de España - Elaboración gráfica por Wikipedia. |

## Monumentos y lugares de interés
- Iglesia parroquial de Santo Domingo